# Phytoecia pustulata
Phytoecia pustulata је врста инсекта из реда тврдокрилаца (Coleoptera) и породице стрижибуба (Cerambycidae). Сврстана је у потпородицу Lamiinae.

## Распрострањеност
Врста је распрострањена на подручју Европе (осим на северу), Кавказа, Мале Азије и Казахстана. У Србији се среће спорадично.

## Опис
Тело је црне боје покривено полеглим сивкастим длакама. Дуж средине пронотума пружа се уздужна избочина црвене боје. Антене су код мужјака исте дужине као и тело, а код женке нешто краће. Дужина тела је од 5 до 9 mm.

## Биологија
Животни циклус траје годину дана. Ларве се развијају у стабљикама и корену зељастих биљака, а адулти се налазе на стабљикама. Као биљка домаћин јављају се врсте из фамилије главочика (lat. Asteraceae). Одрасле јединке се срећу од априла до августа.

## Галерија
- одрасла јединка
- одрасла јединка

## Синоними
- Cerambyx pustulatus Schrank, 1776
- Phytoecia lineola Küster, 1846